# Doug Hogue
Doug Hogue (Yonkers, 1º febbraio 1989) è un giocatore di football americano statunitense che gioca nel ruolo di linebacker per i Carolina Panthers della National Football League (NFL). Fu scelto nel corso del quinto giro (157º assoluto) del Draft NFL 2011 dai Detroit Lions. Al college ha giocato a football alla Syracuse University.

## Carriera professionistica

### Detroit Lions
Gomes fu scelto dai Detroit Lions nel corso del quinto giro del Draft 2011. Nella sua stagione da rookie giocò principalmente come membro degli special team e terminò con 13 presenze e 6 tackle. Dopo sette gare della stagione 2012, i Lions lo svincolarono.

### Carolina Panthers
Hogue firmò con i Carolina Panthers e con essi disputò la seconda parte della stagione 2012 in cui scese in campo sei volte con la nuova franchigia, facendo registrare 5 tackle.

## Vittorie e premi
Nessuno

## Statistiche
| Partite totali      | 27  |
| Partite da titolare | 0   |
| Tackle              | 11  |
| Sack                | 0,0 |
| Intercetti          | 0   |

Statistiche aggiornate alla stagione 2012